# Đại học Łódź
Đại học Lodz (University of Łódź) được thành lập vào ngày 24 tháng 5 năm 1945 tại thành phố Łódź, Ba Lan. Trường được coi là một sự chuyển tiếp của các cơ sở giáo dục tại Łódź trong thời kỳ giữa hai cuộc chiến tranh thế giới, bao gồm: — Viện Đào tạo Giáo viên (1921–1928), Trường Đại học Khoa học Xã hội và Kinh tế (1924–1928) và một bộ phận của trường Đại học Tự do Ba Lan (1928–1939).
Đại học Lodz là trường Đại học công lập, hoàn toàn thuộc sở hữu nhà nước. Đây là một trong mười tám Đại học Công lập ở Ba Lan.
Đại học Lodz có hơn 47 nghìn sinh viên theo học ở 12 khoa với hơn 60 ngành học và 170 chuyên ngành. Tổng số giảng viên của trường là 2370 trong đó 632 có trình độ Tiến sĩ trở lên.. Đại học Lodz có các chương trình đào tạo BA, MA và các khóa học sau đại học được giảng dạy bằng tiếng Anh cho sinh viên Ba Lan và sinh viên quốc tế.
Đại học Lodz có quan hệ hợp tác với 385 trường đại học, viện nghiên cứu trên toàn thế giới., trong đó có các trường Đại học lớn như Université Jean Moulin Lyon 3, Université François – Rabelais (Tours), University of Texas at Austin, Westfälische Wilhelms – Universität Münster, University of Baltimore, R. H. Smith School of Business, University of Maryland, Centria University of Applied Sciences (Kokkola, Finland), và Towson University. Sinh viên  của Đại học Lodz có thể tốt nghiệp với chứng chỉ kép của cả hai trường.

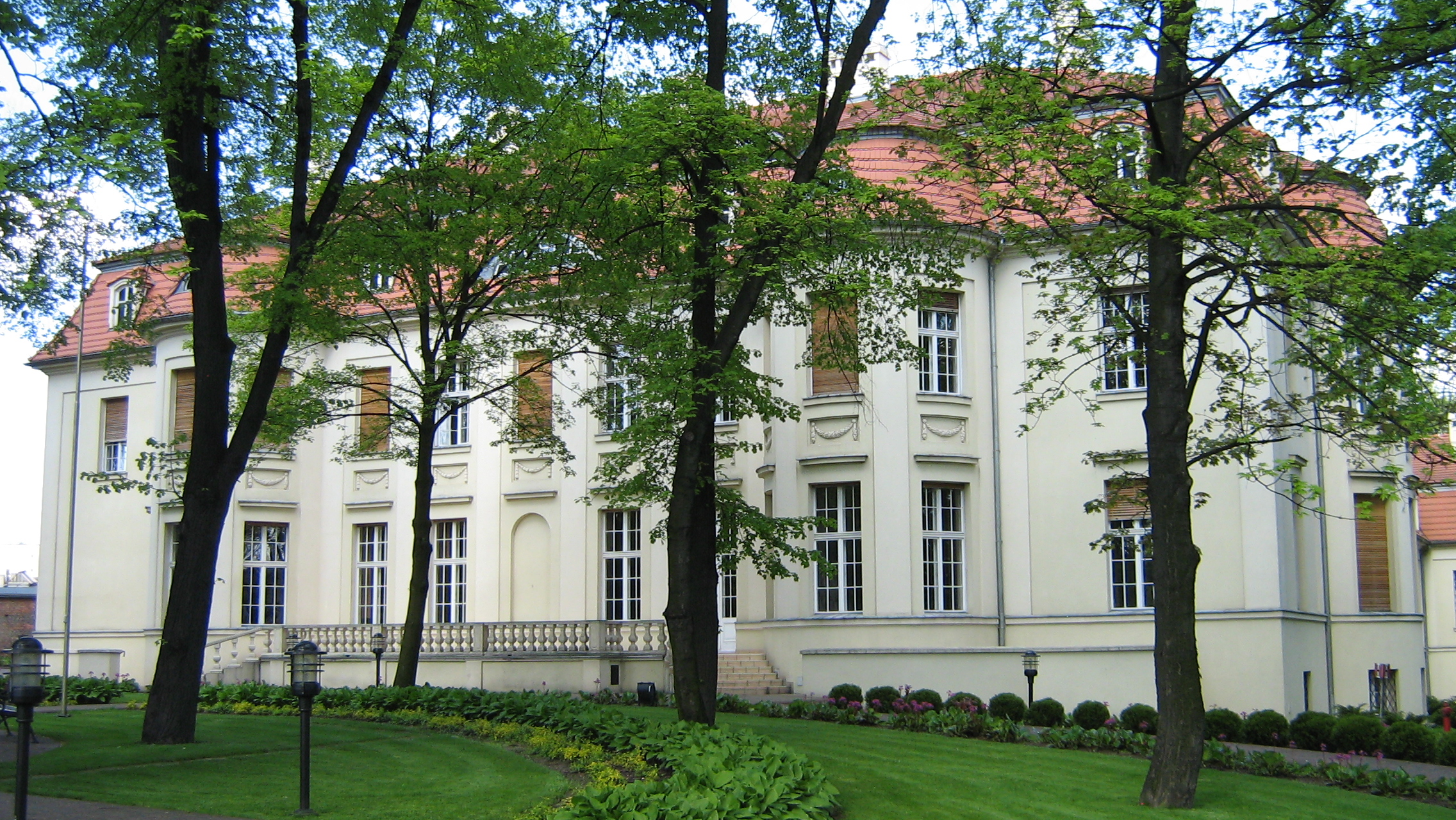
Alfred Biedermann's Palace, seat of the Institute of Contemporary Culture, University of Lodz

## Hình ảnh

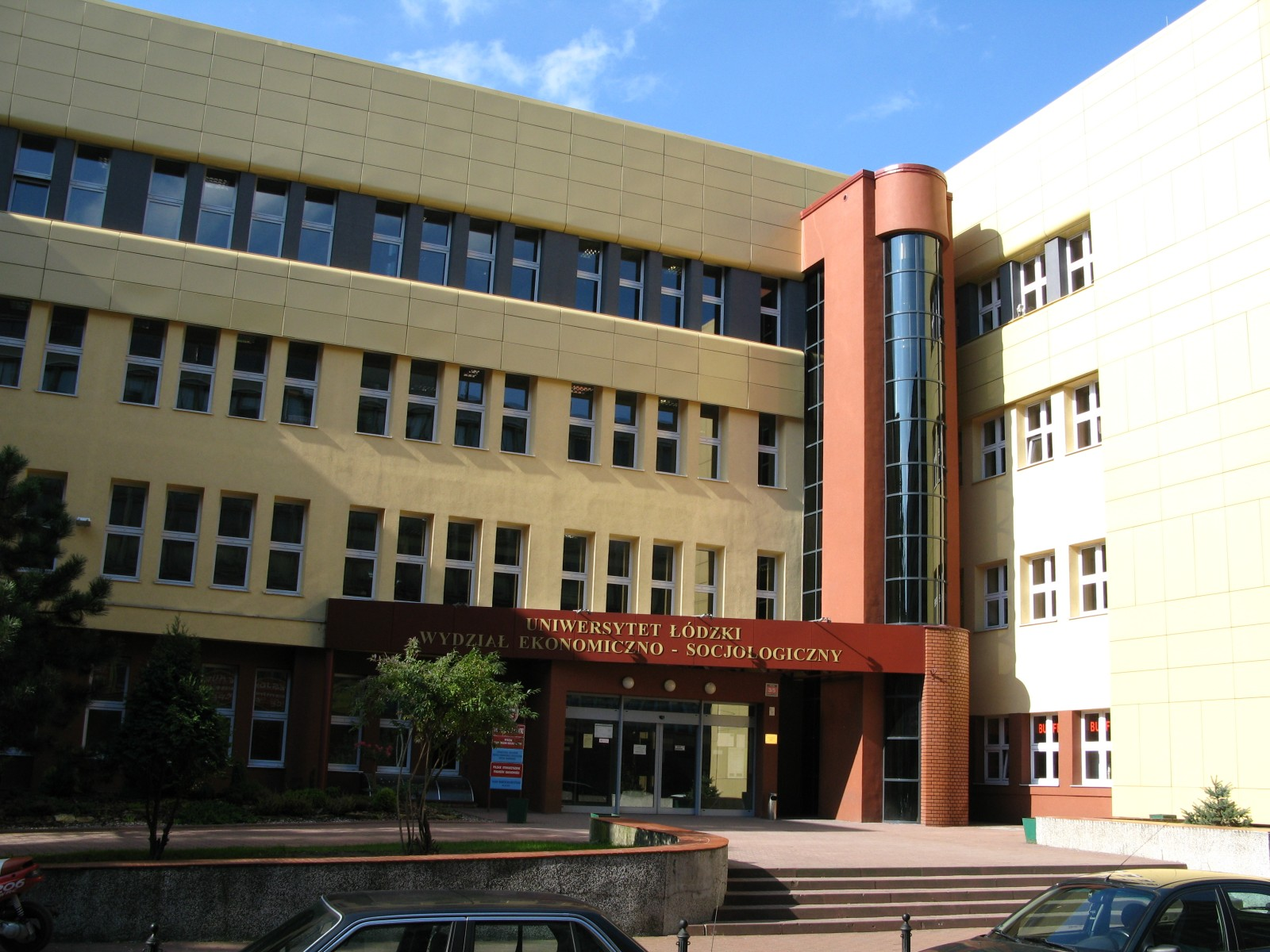
Faculty of Economics and Sociology
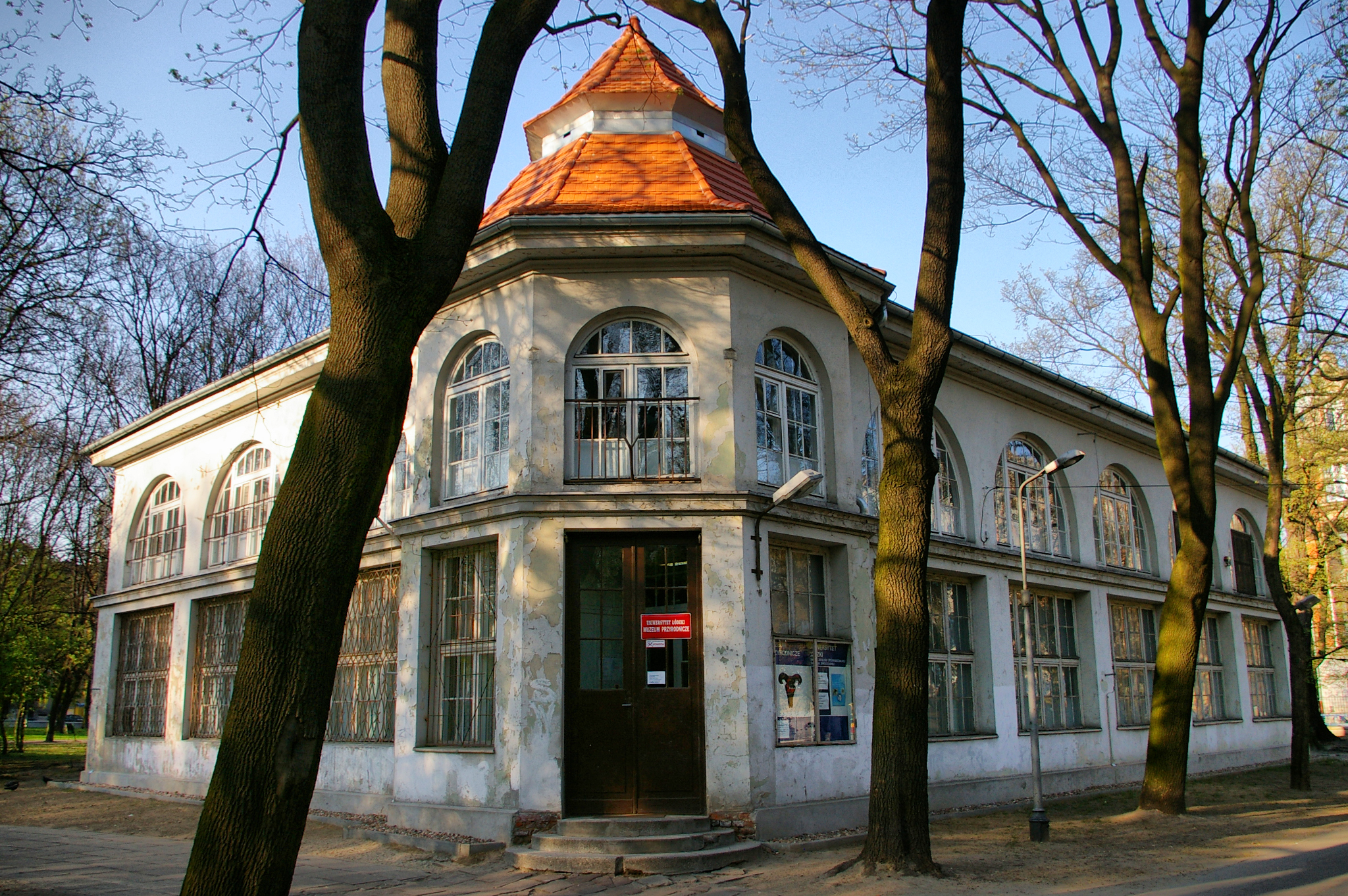
The UŁ Museum of Natural History
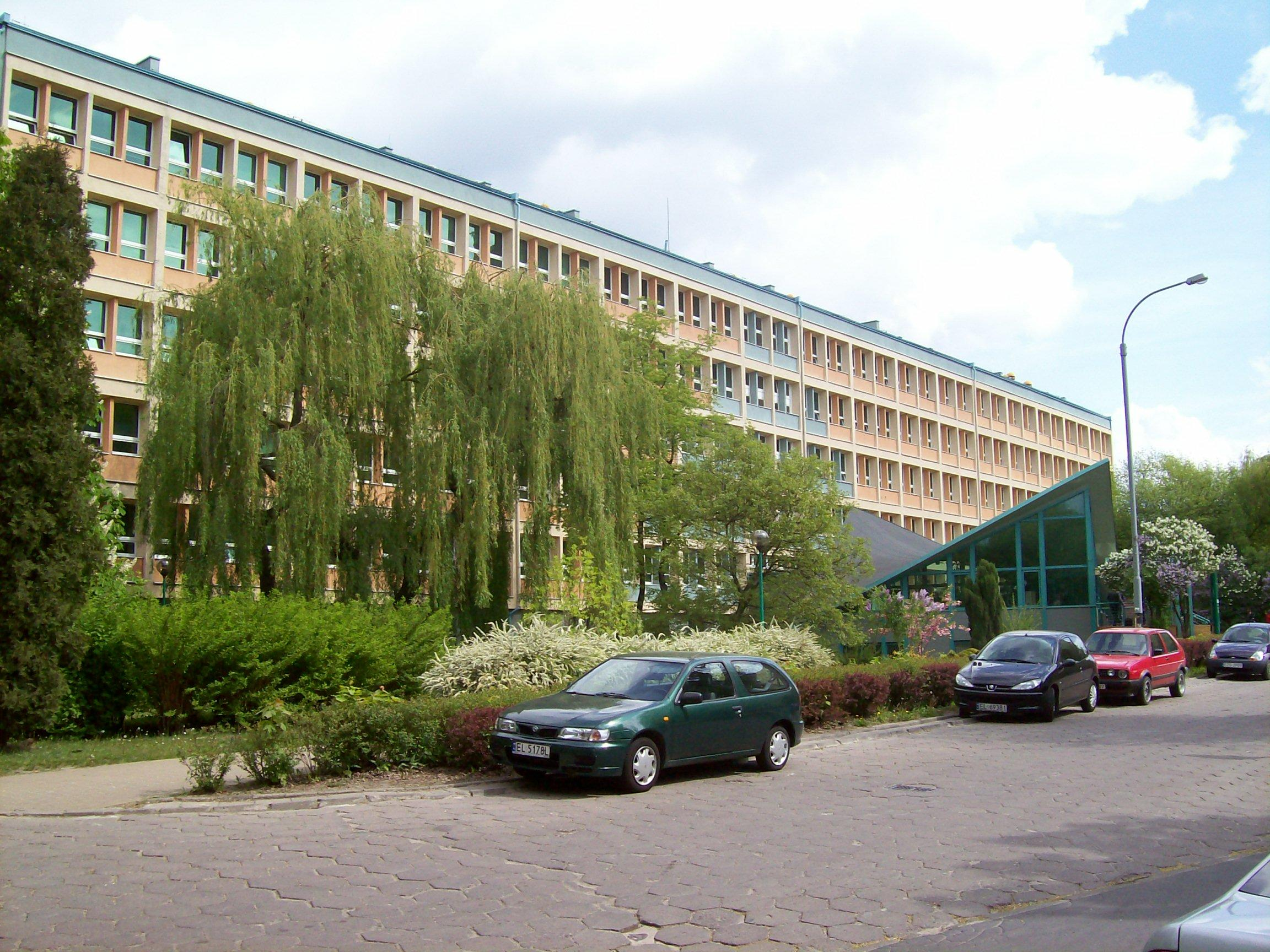
Faculty of Biology and Environmental Protection
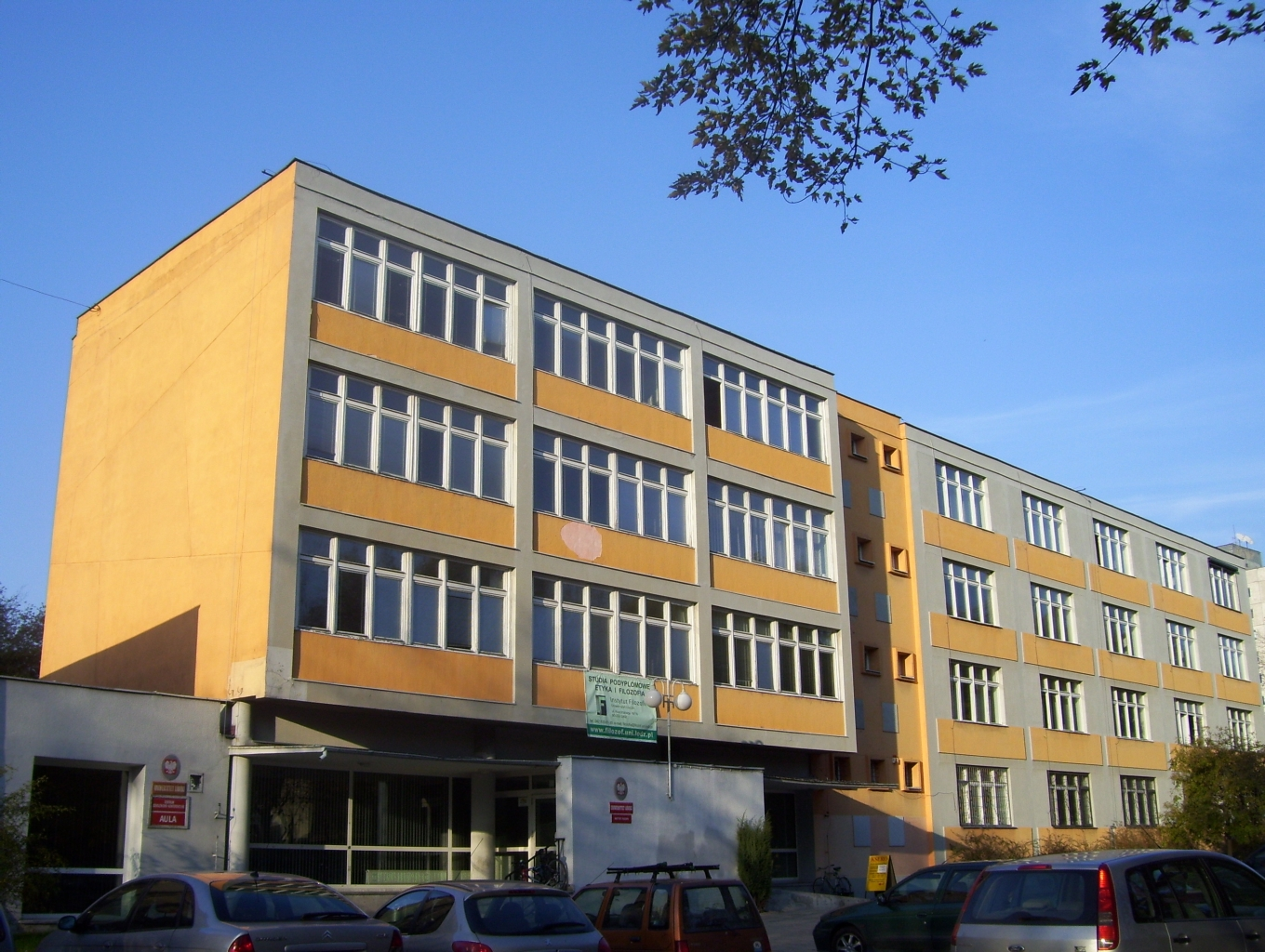
Faculty of Philosophy and History
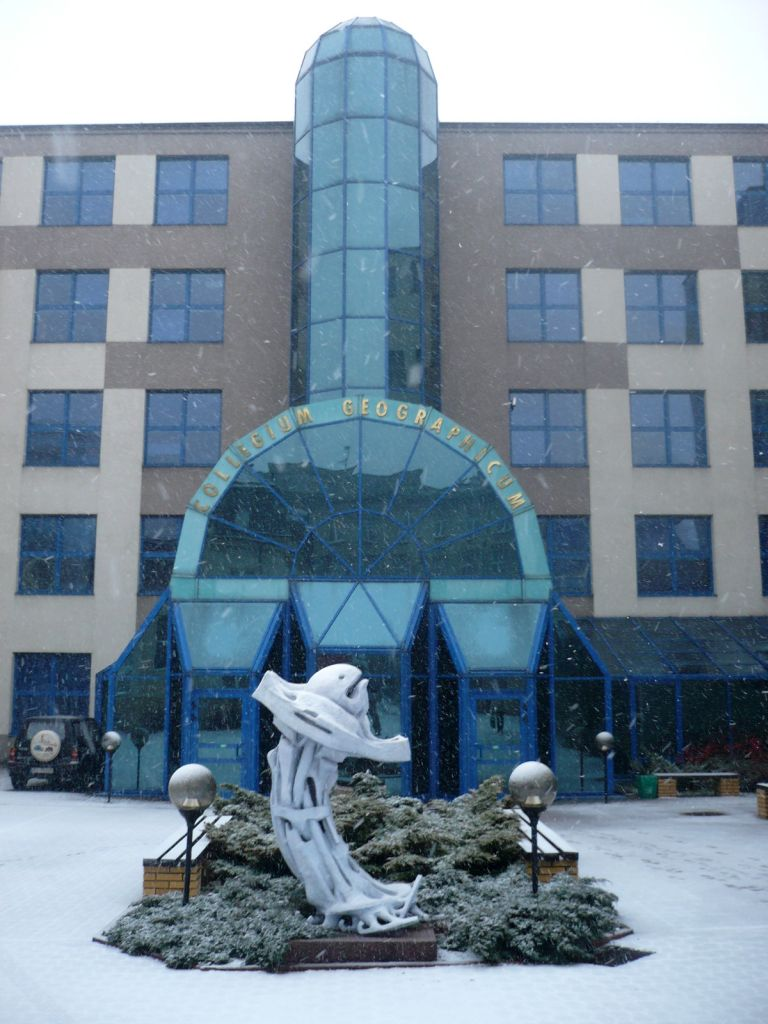
Faculty of Geographical Sciences
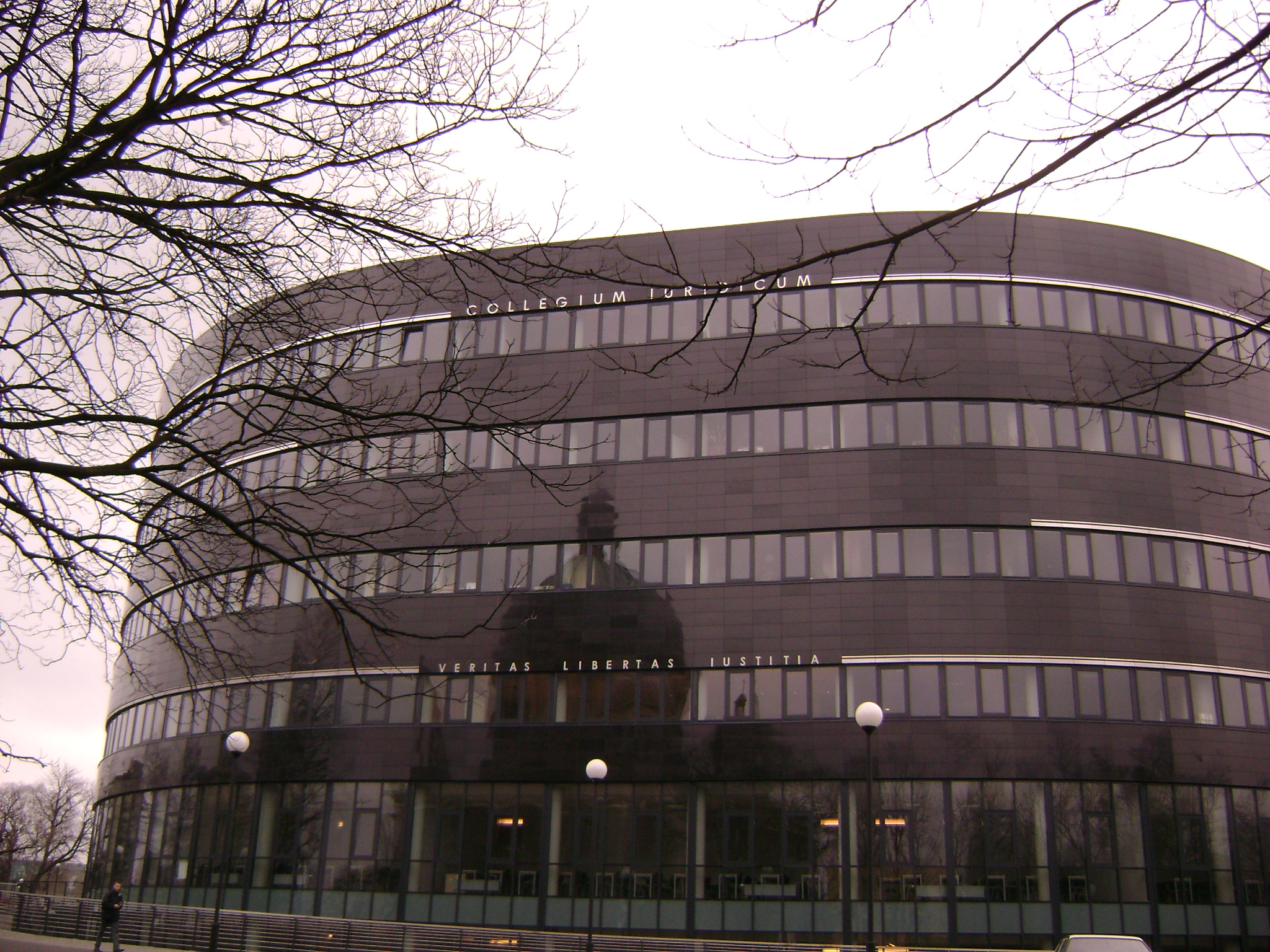
Faculty of Law and Administration
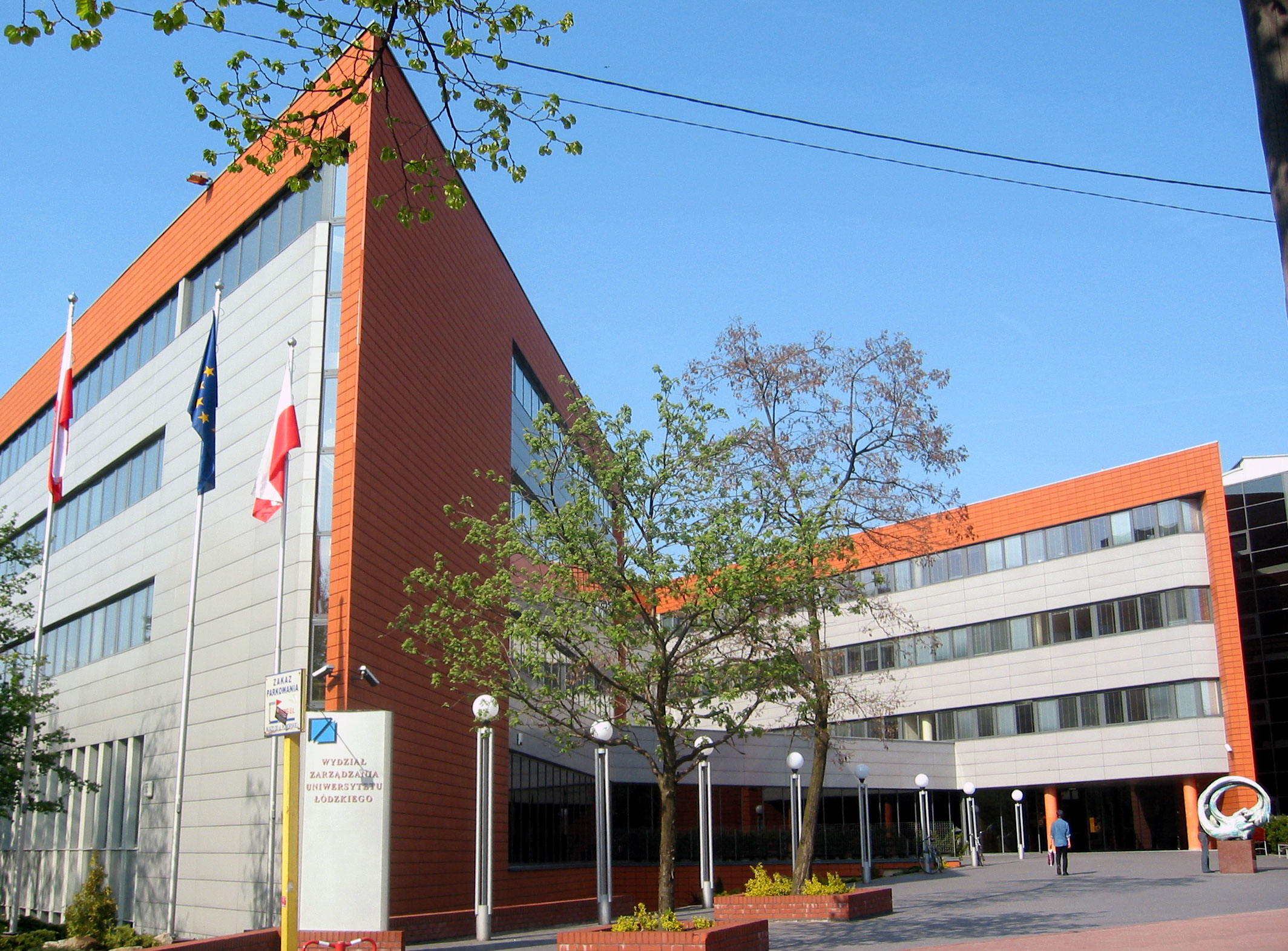
Faculty of Management
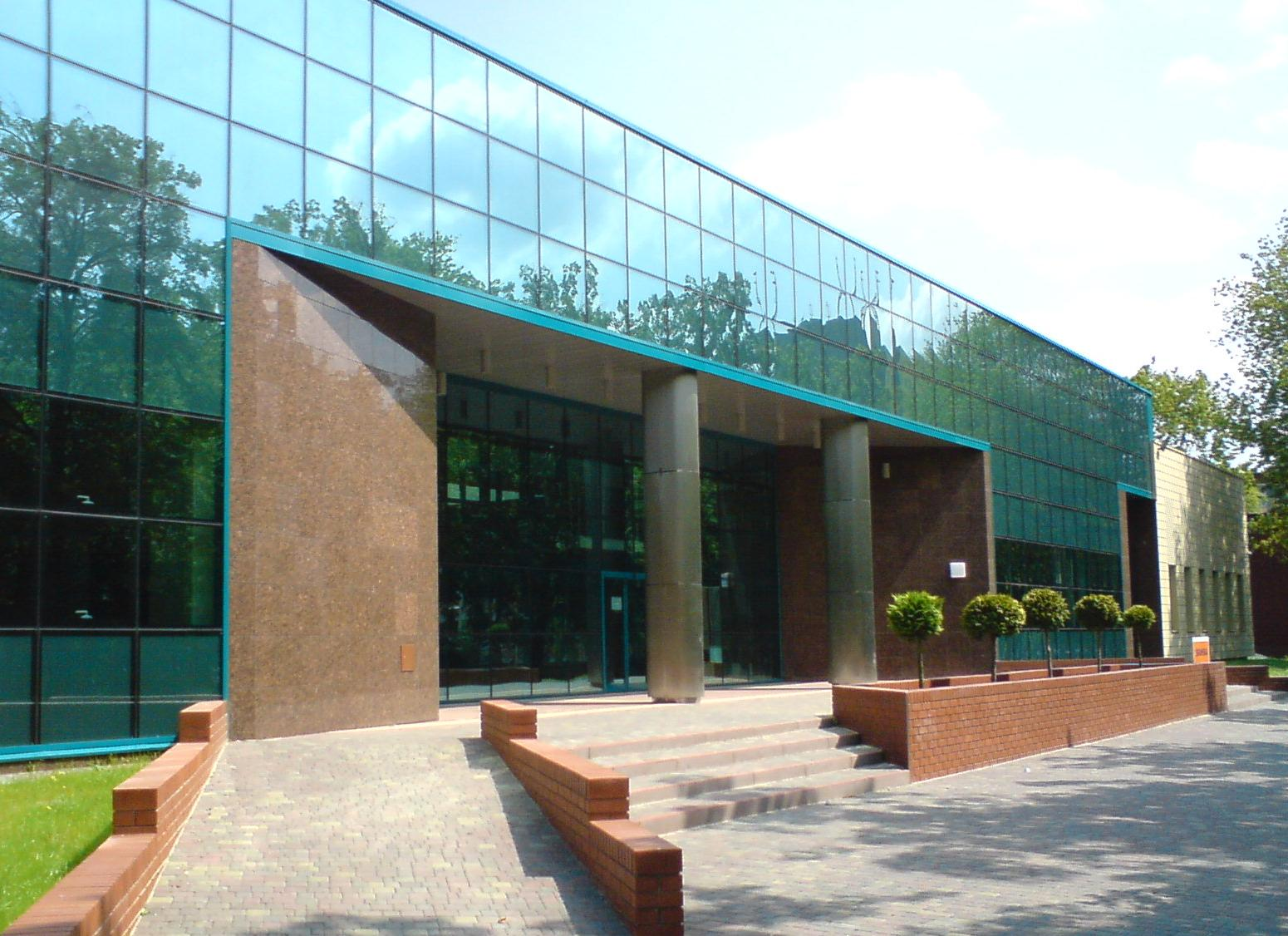
Faculty of Biology and Environmental Protection